# Rodrigo Mancha
Rodrigo Marcos dos Santos, detto Rodrigo Mancha (Curitiba, 3 aprile 1986), è un ex calciatore brasiliano, di ruolo centrocampista.

## Caratteristiche tecniche
Giocava come centrocampista difensivo.

## Carriera

### Club
Ha debuttato nel Coritiba nel 2007, diventando un titolare del centrocampo del club, vincendo anche il campionato Paranaense 2008.

## Palmarès

### Club

#### Competizioni nazionali
- Campionato brasiliano di seconda divisione: 1

Coritiba: 2007
- Campionato Paranaense: 1

Coritiba: 2008